# Plaça de Catalunya (Barcelona)
La plaça de Catalunya de Barcelona és la més cèntrica i gran de la ciutat, i constitueix el punt d'unió entre el nucli antic i l'Eixample, des d'on parteixen importants vies de la ciutat com la Rambla, el passeig de Gràcia, la rambla de Catalunya, les rondes de la Universitat i de Sant Pere i el carrer Pelai, igual com l'avinguda del Portal de l'Àngel.
És un centre comercial i de serveis de primer ordre, i hi tenen la seu hotels, bancs i caixes, les oficines de Telefónica, bars i restaurants d'anomenada (com el Zurich, reformat recentment) i diverses botigues i centres comercials com els d'El Corte Inglés i El Triangle, amb la FNAC. També hi ha les oficines consulars del Canadà. Al subsòl hi ha una oficina d'atenció al ciutadà dels Mossos d'Esquadra i l'oficina de turisme principal de la ciutat. Al gran espai central tenen lloc de manera habitual concerts i celebracions ciutadanes o esdeveniments com ara exposicions temporals i certàmens com la Setmana del Llibre en Català.

## Història

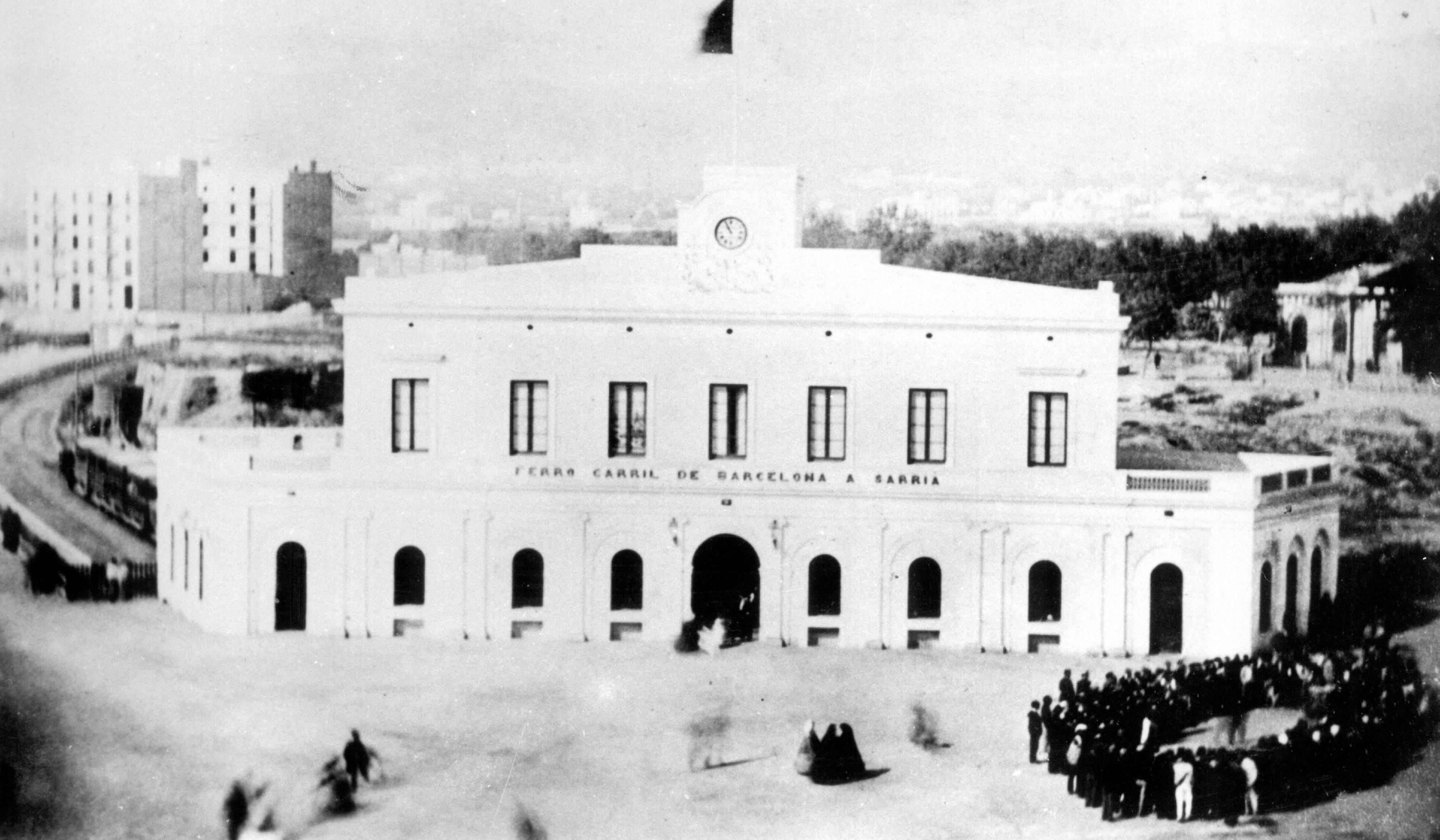
Estació del Ferrocarril de Sarrià el 1865. Al fons a la dreta, l'estació del Ferrocarril de Martorell

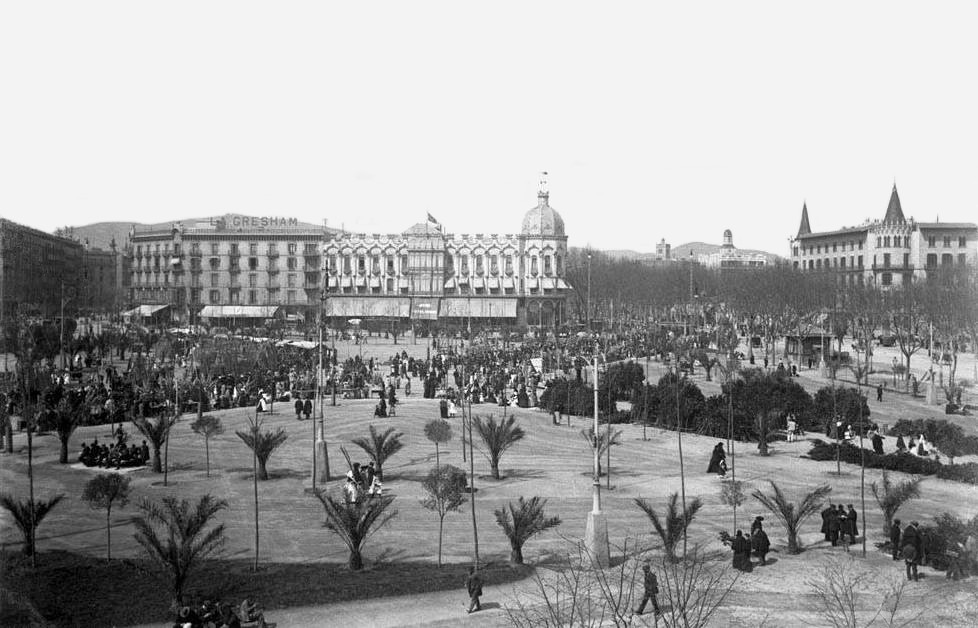
La plaça el 1900

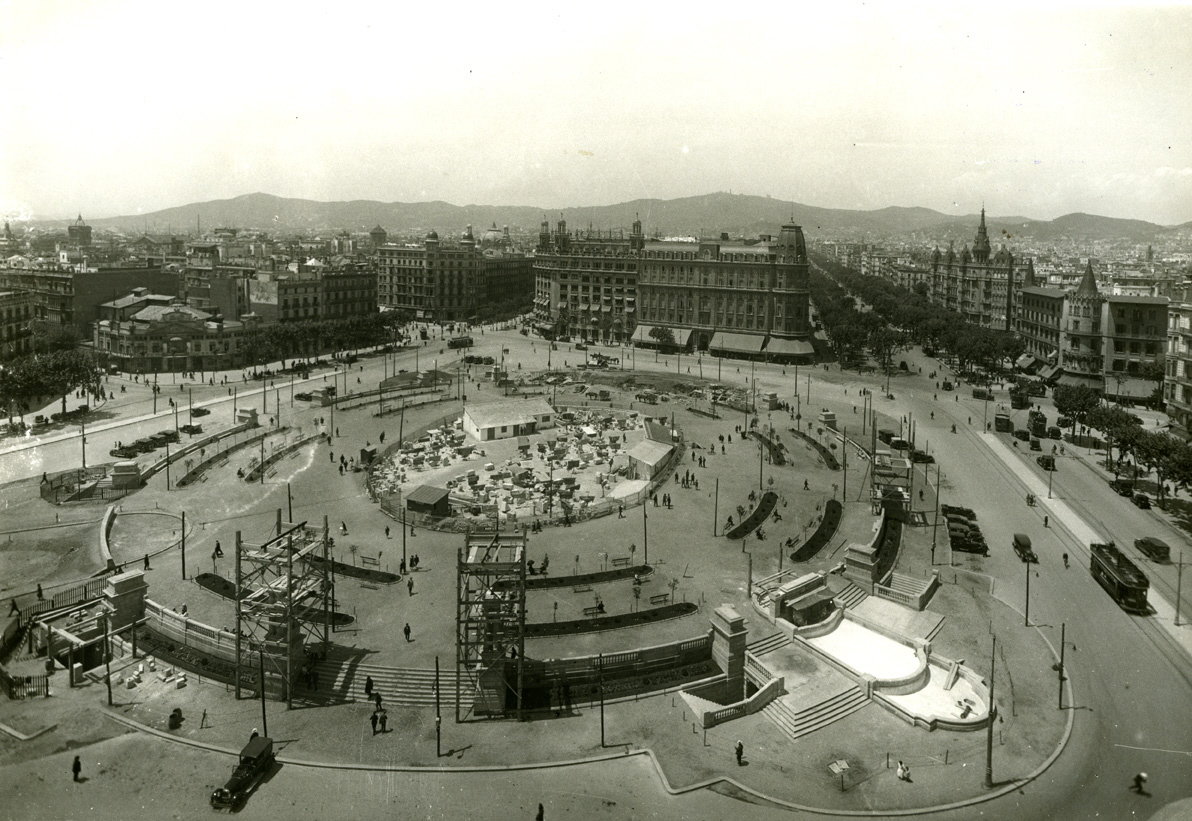
La plaça durant les obres de remodelació de la dècada de 1920

Fins a l'enderrocament de les muralles el 1854, en aquest indret (just al davant d'una de les portes principals) hi havia una esplanada des d'on sortien camins cap a les poblacions dels voltants, ideal per a situar-hi mercats a l'aire lliure. A diferència del Pla Cerdà, que situava l'epicentre del nou Eixample a la plaça de les Glòries Catalanes (just a l'encreuament de les principals vies de la ciutat: la Diagonal, la Gran Via i la Meridiana), el Pla Rovira, escollit per l'Ajuntament i la burgesia de la ciutat, sí que preveia una gran plaça en aquest punt.
El solar, teòricament edificable, fou ocupat amb cafès, teatres i barraques de firaires. El 1862, l'Ajuntament de Barcelona va demanar que es comencés a urbanitzar com a plaça, però el permís oficial no fou concedit fins al 1889 amb motiu de l'Exposició Universal de 1888, quan es va convocar un concurs que va guanyar Pere Falqués. El 1892 començà l'expropiació dels terrenys, les cases i altres construccions que l'ocupaven. La primera etapa d'urbanització (dues grans vies en forma d'aspa i una plaça circular al punt d'intersecció) s'inicià el 1902. La segona etapa es va dur a terme amb motiu de l'Exposició Internacional de 1929: el projecte inicial de Puig i Cadafalch fou substituït pel de Francesc Nebot i, un cop començades les obres, pel de Joaquim Llansó.
Fins a la Guerra civil espanyola (1936-1939), els seus cafès i restaurants (la Maison Dorée, el Colón, la Lluna, el Suís) foren centre de moltes tertúlies literàries i polítiques ciutadanes. Fou també un centre de teatres, com el del Bon Retir (1876-1885), el Circ Eqüestre Alegria (1879-1895), Teatre Eldorado (1887) o el Teatre Barcelona (1923).
El maig del 2011 hi va tenir lloc la concentració i acampada dels indignats, un moviment pacifista de ciutadans farts de la inoperativitat de la classe política, exigint un canvi profund en el concepte bàsic de democràcia, més a prop del ciutadà. El 27 de maig es va produir el desallotjament violent d'aquest col·lectiu, que va tenir un fort ressò a les xarxes socials. Arran d'aquest fet, diverses ciutats espanyoles van fer gests de solidaritat envers els indignats barcelonins.

## Escultures
Entre les escultures que la decoren en destaquen La deessa de Josep Clarà i el Pastor de Pau Gargallo, a més d'altres obres de Josep Llimona, Enric Casanovas, Enric Monjo, etc., o el monument a Francesc Macià de Josep Maria Subirachs (1991).

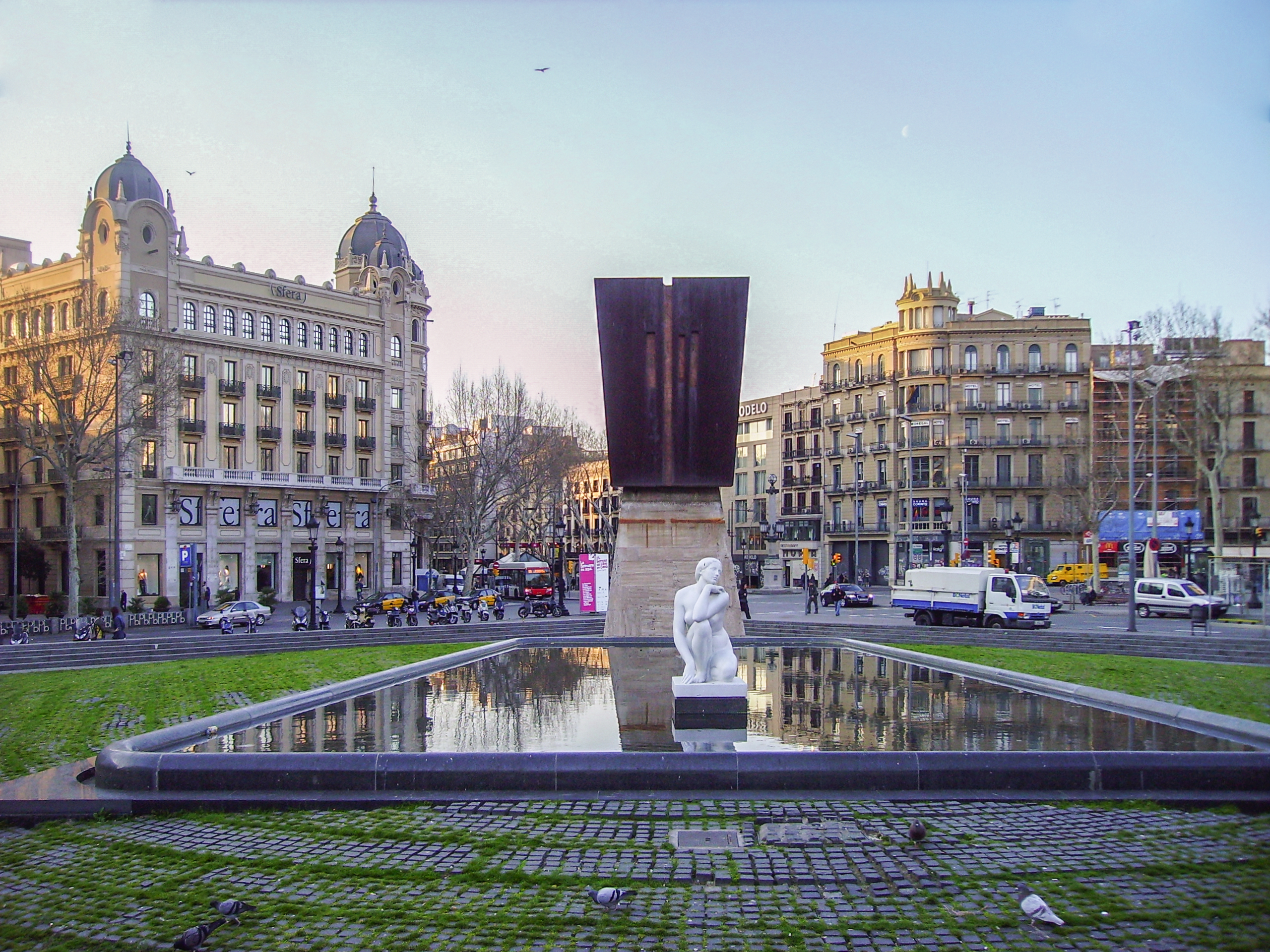
La deessa de Josep Clarà, amb el monument a Macià de Subirachs i la Rambla al fons

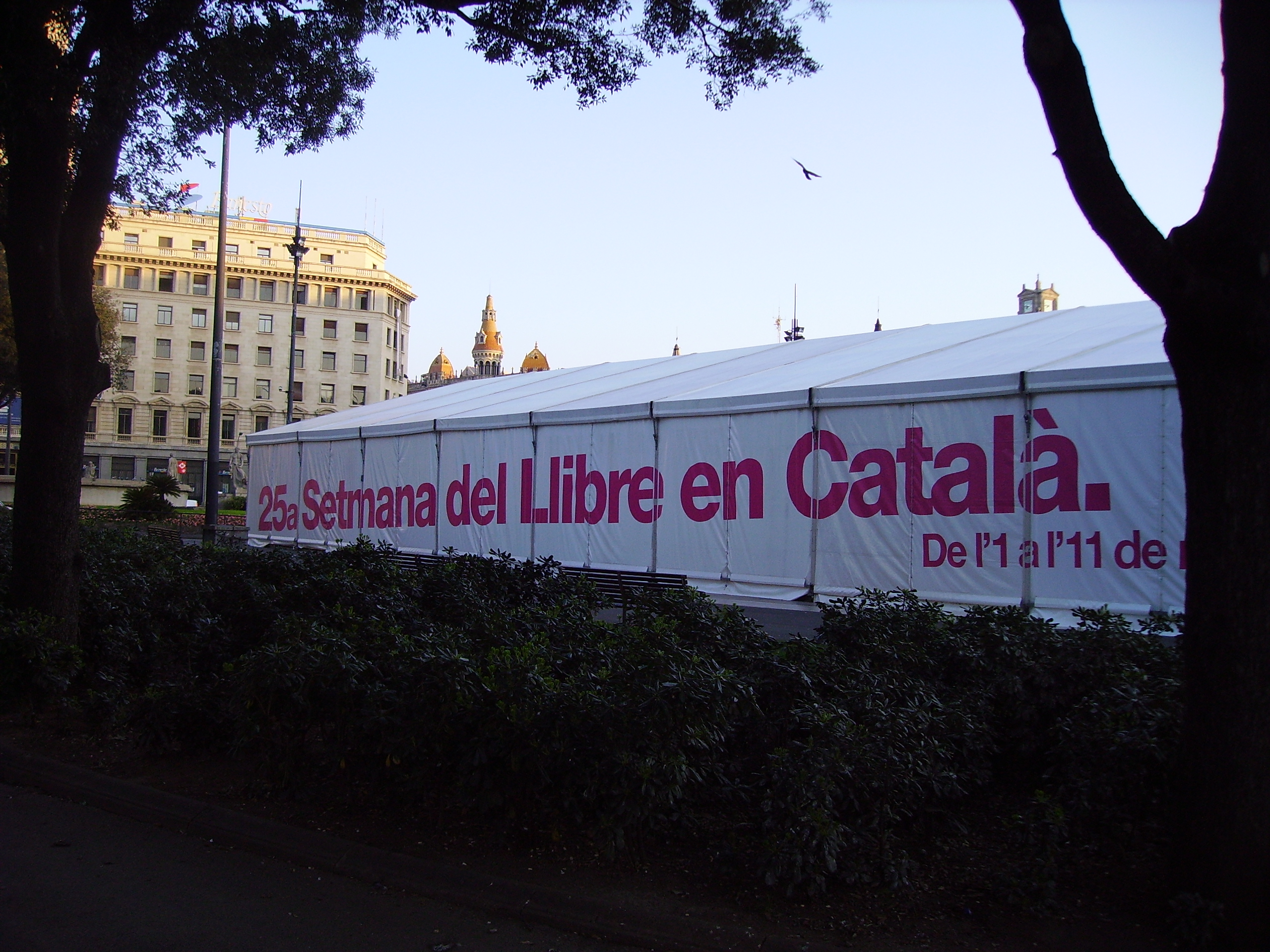
Una de les Setmanes del Llibre en Català que van tenir lloc a la plaça

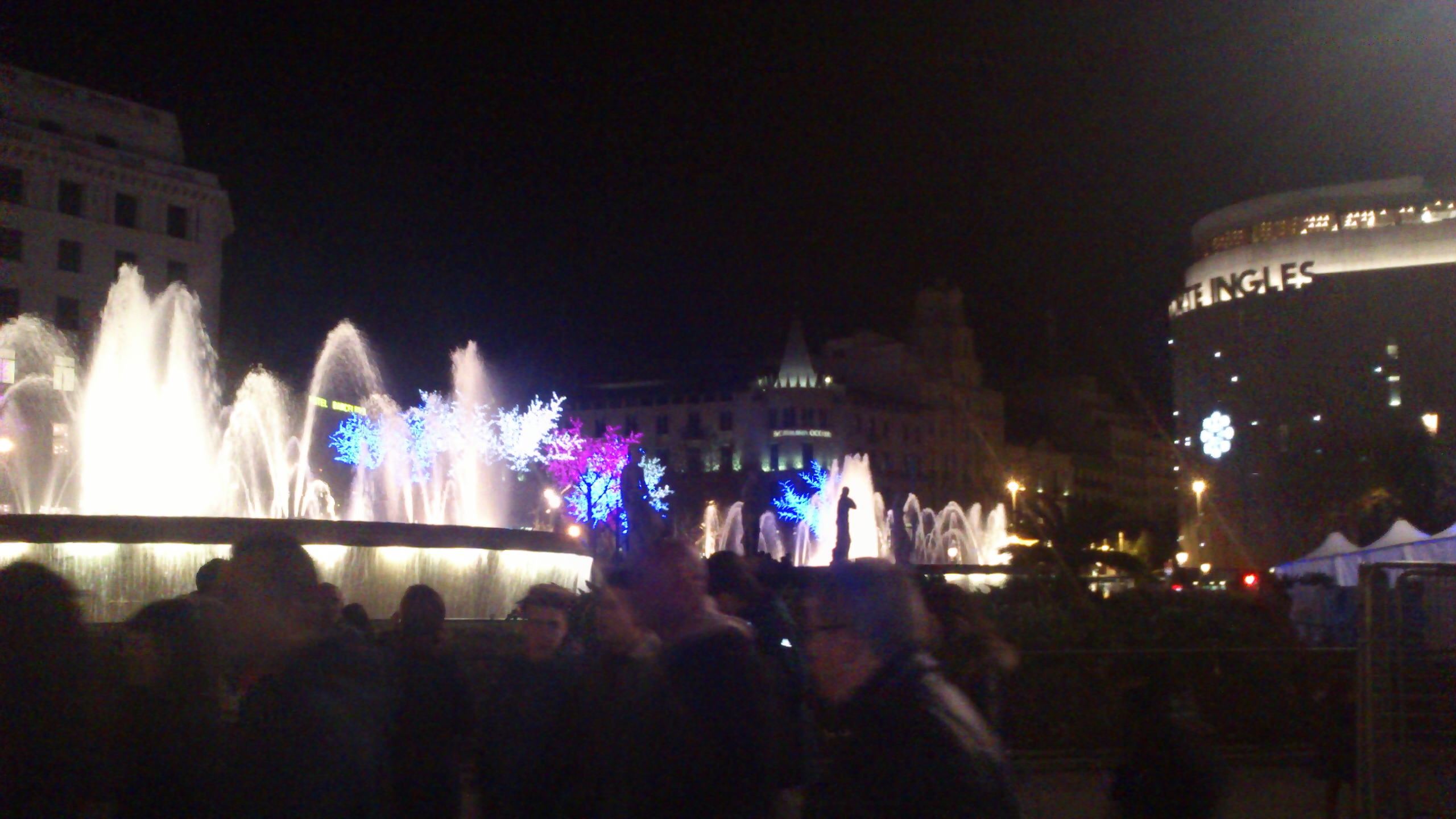
La plaça al Nadal del 2013

## Transport

Accessos a l'Estació de Catalunya.

Hi tenen inici i fi la major part de les línies d'autobusos urbans i una bona part dels interurbans, i compta amb una estació de metro (línies L1 i L3), una de Rodalies de Catalunya (línies R1, R3, R4, R12 i RG1) i una dels Ferrocarrils de la Generalitat de Catalunya (línies L6, L7, S1, S2, S5, S6 i S7).

### Transport subterrani

#### Metro

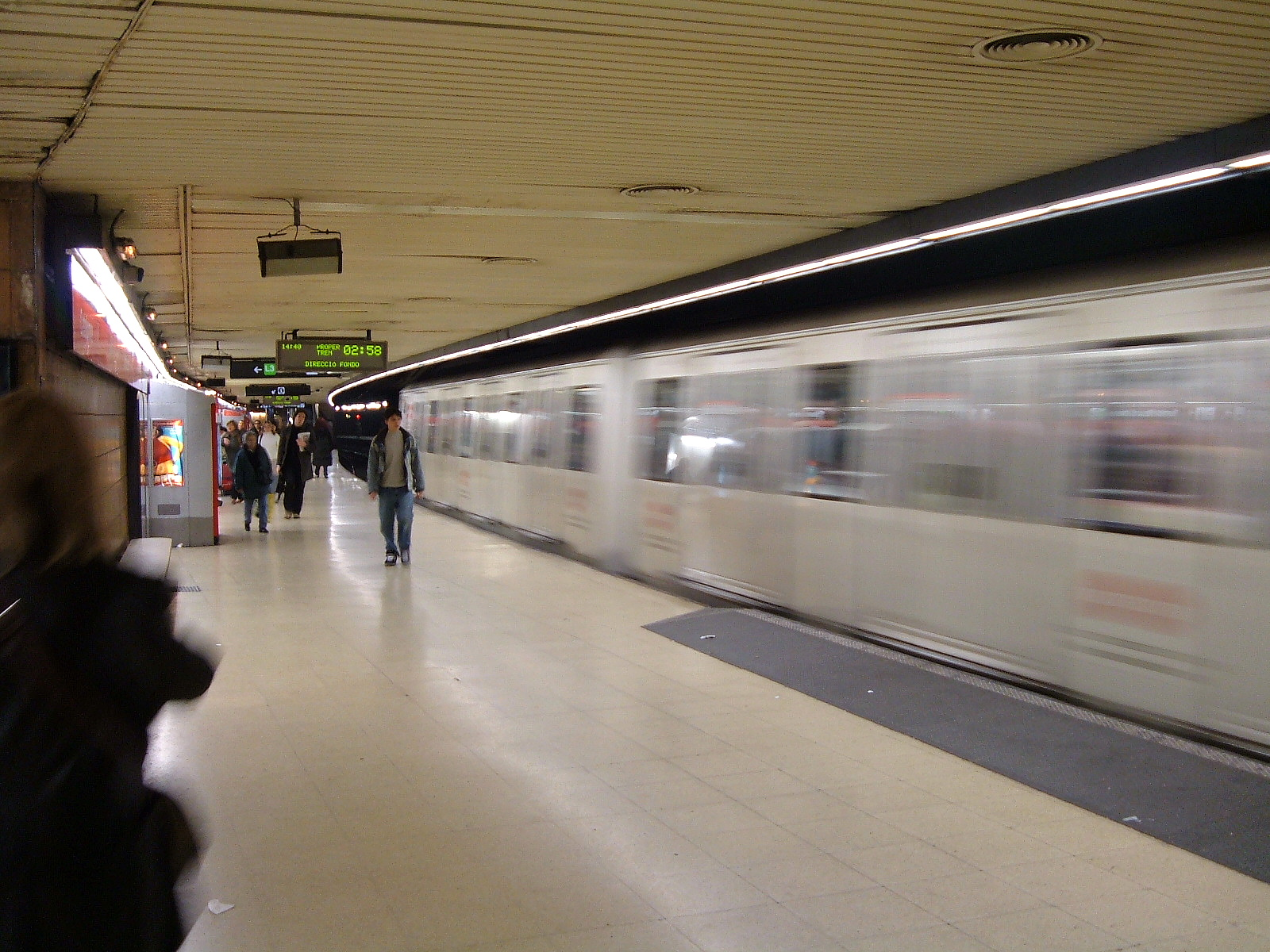
Estació de Catalunya de la línia 1 del metro

El metro de Barcelona, operat per TMB, té a la plaça de Catalunya un dels seus principals intercanviadors. A la plaça es creuen la L1 (Hospital de Bellvitge – Fondo) i la L3 (Zona Universitària – Trinitat Nova).

#### FGC
De l'estació de la plaça de Catalunya dels Ferrocarrils de la Generalitat surten els combois de les línies L6 (Sarrià) i L7 (Av. Tibidabo) de la xarxa urbana del metro, i les línies suburbanes S1 i S2 del Metro del Vallès, amb destinació a Terrassa i Sabadell, respectivament.

#### Rodalies de Catalunya
La xarxa de Rodalies de Catalunya, operada per Renfe Operadora, hi té una estació on efectuen parada els trens de les línies de rodalies R1 (Molins de Rei – Maçanet-Massanes), R3 (l'Hospitalet de Llobregat – Vic) i R4 (Sant Vicenç de Calders – Manresa). A més, també hi tenen parada trens dels serveis regionals de la línia R12 (l'Hospitalet de Llobregat – Lleida), i dels serveis de rodalies de Girona de la línia RG1 (l'Hospitalet de Llobregat – Portbou).

### Línies d'autobús

#### Autobús diürn
Nova Xarxa de bus de TMB
- Línia D50: Paral·lel – Ciutat Meridiana
- Línia H16: Pg. Zona Franca – Fòrum Campus Besòs
- Línia V13: Pla de Palau – Av. Tibidabo
- Línia V15: Barceloneta – Vall d'Hebron

Línies convencionals de TMB
- Línia 22: Pl. Catalunya – Av. Tibidabo
- Línia 24: Pl. Catalunya – Carmel
- Línia 47: Pl. Catalunya – Canyelles
- Línia 52: Pl. Catalunya – Collblanc
- Línia 55: Parc de Montjuïc – Pl. Catalana
- Línia 59: Pg. Marítim – Pl. Reina Maria Cristina
- Línia 62: Pl. Catalunya – Ciutat Meridiana
- Línia 67: Pl. Catalunya – Cornellà

Altres línies
- Aerobús (cap a l'aeroport del Prat)
- Barcelona Bus Turístic
- Barcelona City Tour

#### Autobús nocturn
La plaça de Catalunya és el centre de les dues xarxes d'autobusos nocturns a l'Àmbit metropolità de Barcelona: el Nitbus i el Servei Interurbà d'Autobusos Nocturns. Bona part de les línies hi tenen l'origen o hi fan parada, així que serveix d'enllaç entre línies.

##### Nitbus
L'autobús nocturn de l'Àrea Metropolitana de Barcelona (AMB) es coneix com a Nitbus i la majoria de les seves línies, totes excepte la circular N0, passen per la plaça de Catalunya: 
- N1: Zona Franca (Mercabarna) – Roquetes (Aiguablava)
- N2: l'Hospitalet de Llobregat (Av. Carrilet) – Badalona (Via Augusta)
- N3: Collblanc (Camí Torre Melina) – Montcada i Reixac (Pl. Espanya)
- N4: Via Favència (Metro Canyelles) – Carmel (Gran Vista)
- N5: Pl. Catalunya – Carmel (Gran Vista)
- N6: Roquetes (Mina de la Ciutat) – Santa Coloma de Gramenet (Oliveres)
- N7: Pl. Pedralbes – Pl. Llevant (Fòrum)
- N8: Can Caralleu – Santa Coloma de Gramenet (Can Franquesa)
- N9: Pl. Portal de la Pau – Tiana (Edith Llaurador)
- N11: Pl. Catalunya – Hospital de Can Ruti
- N12: Pl. Portal de la Pau – Sant Feliu de Llobregat (la Salut)
- N13: Sant Boi de Llobregat (Ciutat Cooperativa) – Pl. Catalunya
- N14: Pl. Catalunya – Castelldefels (centre vila)
- N15: Sant Joan Despí (Torreblanca) – Pl. Portal de la Pau
- N16: Pl. Catalunya – Castelldefels (Bellamar)
- N17: Pl. Catalunya – el Prat de Llobregat (Aeroport)

##### Servei Interurbà d'Autobusos Nocturns
- N30: Barcelona - Vilanova - Cubelles - Vilafranca del Penedès
- N41: Barcelona - Sant Sadurní d'Anoia
- N42: Barcelona - Vilafranca del Penedès
- N50: Barcelona - Martorell
- N51: Barcelona - Esparraguera
- N60: Barcelona - Terrassa
- N61: Barcelona-Terrassa-Sabadell (circular)
- N62: Barcelona - UAB - Sant Cugat del Vallès
- N64: Barcelona-Sabadell-Terrassa (circular)
- N65: Barcelona - Castellar del Vallès
- N70: Barcelona - Caldes de Montbui
- N71: Barcelona - Granollers
- N72: Barcelona - La Garriga
- N73: Barcelona - Sant Celoni
- N80: Barcelona - Mataró
- N81: Barcelona - Vilassar de Dalt
- N82: Barcelona - Pineda